# Episodi di Emily in Paris (seconda stagione)
La seconda stagione della serie televisiva Emily in Paris è stata pubblicata su Netflix il 22 dicembre 2021 in tutti i territori in cui è presente il servizio.
| n. | Titolo originale                            | Titolo italiano                                | Pubblicazione originale | Pubblicazione italiana |
| -- | ------------------------------------------- | ---------------------------------------------- | ----------------------- | ---------------------- |
| 1  | Voulez-vous coucher avec moi                | Voulez-vous coucher avec moi                   | 22 dicembre 2021        | 22 dicembre 2021       |
| 2  | Do You Know the Way to St. Tropez           | Sai come si arriva a St. Tropez?               | 22 dicembre 2021        | 22 dicembre 2021       |
| 3  | Bon anniversaire                            | Buon compleanno!                               | 22 dicembre 2021        | 22 dicembre 2021       |
| 4  | Jules and Em                                | Jules ed Em                                    | 22 dicembre 2021        | 22 dicembre 2021       |
| 5  | An Englishman in Paris                      | Un inglese a Parigi                            | 22 dicembre 2021        | 22 dicembre 2021       |
| 6  | Boiling Point                               | Punto di rottura                               | 22 dicembre 2021        | 22 dicembre 2021       |
| 7  | The Cook, the Thief, Her Gost and His Lover | Il cuoco, il ladro, il suo fantasma e l'amante | 22 dicembre 2021        | 22 dicembre 2021       |
| 8  | Champagne Problems                          | Problemi di Champagne                          | 22 dicembre 2021        | 22 dicembre 2021       |
| 9  | Scents and Sensibility                      | Profumi e sentimento                           | 22 dicembre 2021        | 22 dicembre 2021       |
| 10 | French Revolution                           | Rivoluzione francese                           | 22 dicembre 2021        | 22 dicembre 2021       |